# Étienne Langton
Pour les articles homonymes, voir Langton.
Étienne Langton — connu en Angleterre sous le nom Stephen Langton — (v. 1150 - 1228), est un intellectuel, exégète, théologien, prédicateur, prélat, cardinal et poète liturgique anglais.

## Histoire
Né dans le Lincolnshire dans une famille de chevaliers, il étudie la théologie à Paris dans les années 1170 recevant les leçons de Pierre le Chantre et se lie d'amitié avec le cardinal de Conti, futur pape sous le nom d'Innocent III, puis devient lui-même professeur de théologie à Paris en 1180.
En 1205, à la mort de l’archevêque de Cantorbéry Hubert Walter, Innocent III consacre le théologien anglais pour succéder au défunt. Il est nommé cardinal-prêtre au titre Saint-Chrysogone. Jean sans Terre, alors roi d'Angleterre, refuse l’entrée en Angleterre de Langton car il souhaite voir accéder à cette charge son ami Jean de Gray, évêque de Norwich. Étienne Langton s'exile en France, à l'abbaye de Pontigny, où on suppose qu'il passe la plus grande partie de ses six ans d’exil. 
Le 23 mars 1208, Innocent III jette l’interdit sur le royaume d'Angleterre, paralysant ainsi toute la vie religieuse du pays. Il excommunie le roi quelques mois plus tard. Le roi Jean riposte en confisquant les biens du clergé. Privé de service religieux, le royaume est au bord de la révolte. En mai 1213, le roi est obligé de se soumettre à une humiliante capitulation. Étienne Langton est alors admis comme archevêque, et Jean sans Terre doit payer des dédommagements au clergé et se reconnaître vassal du pape, tout en acceptant de lui verser un tribut de mille marks par an, soit environ un soixantième des taxes directes du royaume.
Les quinze années en Angleterre jusqu’à sa mort (1228) seront difficiles mais fécondes.

## Théologie
Il a laissé derrière lui une œuvre abondante composée de commentaires bibliques, de sermons et de disputes universitaires qu'il illustre régulièrement par des exemples puisés dans l'histoire anglaise contemporaine et ancienne. Il met en pratique son enseignement vis-à-vis de Jean sans Terre en appliquant son principe de la nécessaire désobéissance à un mauvais prince.
On attribue à Étienne Langton, archevêque de Canterbury (donc après 1205), la division de la Bible en chapitres qui est à l'origine de la capitulation des bibles publiées au XIIIe siècle par les libraires parisiens. Ce système a perduré jusqu'à nous, non sans de nombreux ajustements. Il a été mis au point à la fin de l'enseignement parisien de Langton, probablement durant son exil à Pontigny, car lui-même ne l'adopte pas sans réserve dans ses propres commentaires bibliques. Il lui arrive même de le critiquer. (Nos divisions en versets n'apparaissent pas avant le XVIe siècle). 
Il est très probablement l'auteur de l'hymne Veni Sancte Spiritus, que certains auteurs attribuent à son ami le pape Innocent III. Cependant, ce dernier était sans doute plus homme de pouvoir que grand mystique, ce qui porte à penser qu'il a simplement valorisé cet hymne en le recevant de Langton.